# Caracórum (cidade)
Caracórum ou  Karakorum, (em mongol clássico: ᠬᠠᠷᠠᠬᠣᠷᠣᠮ Qara Qorum, calca-mongol: Хархорум Kharkhorum), foi uma cidade que foi capital do Império Mongol no século XIII, durante 30 anos, e da Dinastia Iuã do Norte (Mongólia pós-imperial), nos séculos XIV e XV.  Situa-se nas imediações da cidade atual de Kharkhorin (ou Harhorin), no extremo noroeste da província de Övörkhangay, Mongólia. As ruínas da cidade, as quais incluem o palácio homónimo, fazem parte da área de Paisagem Cultural do Vale de Orcom, classificada em 2004 como Património Mundial pela UNESCO.

## Escavações
O Mosteiro Erdene Zuu fica perto de Caracórum. Vários materiais de construção foram retirados das ruínas para construir este mosteiro. A localização real de Caracórum foi por muito tempo não clara. Os primeiros indícios de que Caracórum estava localizado em Erdene Zuu já eram conhecidos no século XVIII, mas até o XX havia uma disputa se as ruínas de Balasagum, ou Ordu-Balique, eram de fato as de Caracórum.[carece de fontes?] Em 1889, o local foi conclusivamente identificado como a antiga capital mongol por Nikolai Yadrintsev, que descobriu exemplos da escrita Orcom durante a mesma expedição. As conclusões de Yadrintsev foram confirmadas por Wilhelm Radloff.
As primeiras escavações ocorreram em 1933–34 sob D. Bukinich. Após suas escavações soviético-mongólicas de 1948 a 1949, Sergei Kiselyov concluiu que havia encontrado os restos do palácio de Ögödei. No entanto, essa conclusão foi posta em dúvida pelos achados das escavações germano-mongóis de 2000-2004, que parecem identificá-los como pertencentes ao grande templo da estupa, e não ao palácio de Ögödei.
As descobertas da escavação incluem estradas pavimentadas, alguns tijolos e muitos edifícios de adobe, sistemas de aquecimento de piso, fogões-cama, evidências para o processamento de cobre, ouro, prata, ferro (incluindo naves de roda de ferro), vidro, joias, ossos e casca de bétula, bem como cerâmicas e moedas da China e da Ásia Central. Quatro fornos também foram desenterrados.
Em 2021, os pesquisadores utilizaram métodos geofísicos avançados para publicar um mapa detalhado da capital. Eles descobriram que a cidade se estendia por mais de 3 km ao longo das estradas que se aproximavam. No interior das muralhas, a cidade ocupava 1,33 km2, com bairros compostos por diferentes projetos de construção, sugerindo funções ou habitantes distintos em vários pontos da cidade.